# Ilse Lothe

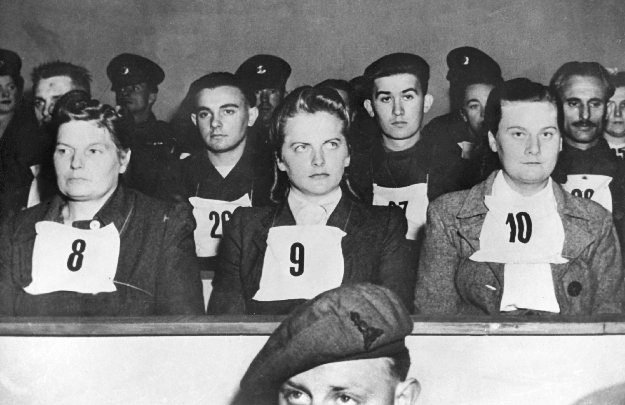
Ilse Lothe (10), neben Hertha Ehlert (8) und Irma Grese (9) im Bergen-Belsen-Prozess (1945)

Ilse Lothe (* 6. November 1914 in Erfurt; † nach 16. November 1945) war Kapo im KZ Auschwitz-Birkenau und dem KZ Bergen-Belsen.

## Leben
Lothe, Arbeiterin in einer Schuhfabrik, wurde aufgrund ihrer Weigerung, von ihrem Arbeitsplatz in eine Munitionsfabrik zu wechseln, inhaftiert und 1939/1940 in das KZ Ravensbrück eingewiesen. Von dort wurde sie im März 1942 in das KZ Auschwitz überstellt, wo sie zunächst für vier Wochen Häftling im Stammlager war und anschließend im Außenlager Budy, einem Gut zur Bewässerung (Ausheben von Gräben), sowie zur Reinigung und Vertiefung von Fischteichen eingesetzt wurde. Von Juni 1943 bis Februar 1944 war sie Häftling im Auschwitz-Birkenau und wurde anschließend Kapo verschiedener Arbeitskommandos, bis sie im Dezember 1944 ins Strafkommando unter dem Kommandoführer Peter Weingartner versetzt wurde, wo sie bis zur Evakuierung des KZ Auschwitz im Januar 1945 blieb. Der Grund für die Versetzung in das Strafkommando lag in dem unerlaubten Besitz einiger Zigaretten, die sich Lothe bei einem Außeneinsatz organisiert hatte. Danach kam Lothe über Ravensbrück, wo sie vier Wochen inhaftiert war, am 4. März 1945 mit schwangeren Häftlingen im KZ Bergen-Belsen an. Dort war Lothe zunächst für drei Wochen krankheitsbedingt im Häftlingskrankenbau und anschließend Kapo im Gemüse-Kommando vom 25. März 1945 bis zur Befreiung des KZ Bergen-Belsen Mitte April 1945. Nach der Befreiung des Lagers arbeitete sie zunächst im Lager und später in Bergen als Krankenschwester.
Aufgrund von Anschuldigungen von Mithäftlingen wurde sie auch wegen des Verdachts der Misshandlung inhaftiert. Im Bergen-Belsen-Prozess wurde Lothe am 17. November 1945 in Lüneburg freigesprochen. Über ihren weiteren Lebensweg ist nichts bekannt.